# Vaccinium dictyoneuron
Vaccinium dictyoneuron är en ljungväxtart som beskrevs av Herman Otto Sleumer. Vaccinium dictyoneuron ingår i Blåbärssläktet, och familjen ljungväxter.

## Underarter
Arten delas in i följande underarter:
- V. d. koebrense
- V. d. oreophilum